# パッシングショット
パッシングショット（英：Passing Shot）とは
1. 日本で生産･調教された競走馬。主な勝ち鞍に1990年のマイルチャンピオンシップおよびCBC賞。1990年度のJRA賞最優秀5歳以上牝馬に選出された。本項にて記述[1]
2. アメリカ合衆国の競走馬。父エーピーインディ。主な勝ち鞍にパーソナルエンスンハンデキャップ（2003年）など。[4]

## 経歴
1987年11月末に中京競馬場のダート新馬戦でデビューし、2番人気の2着。2走目の芝の新馬戦を使われ1番人気に応え初勝利を挙げる。年が明け、条件戦を中心に使われたが2着3回など勝ちきれない競馬が続いたが11月に2着に7馬身差をつけて2勝目をあげ、連闘でエリザベス女王杯に挑戦もミヤマポピーから大きく離された9着に終わるが、自己条件に戻った次走は1番人気に応え4馬身差で勝利を挙げた。翌年初戦の京都牝馬特別はリキアイノーザンの2着、続くマイラーズカップ2着、京王杯スプリングカップ3着を経て、短距離路線春の大一番安田記念はバンブーメモリーの6着に終わり、その後はトパーズステークス2着はあったものの、相変わらず勝ちきれない成績で1989年のシーズンを終えた。ここまで勝ち味が遅かったものの、素質自体は早くから評価されていた。またマイラーズカップ2着は重馬場を克服してのものであり、馬場も問わない面も見せていた。
1990年は、掲示板には載るものの勝ちきれない競馬が続いていたが6月のCBC賞で好位から伸びてバンブーメモリーを4分の3馬身凌ぎきり、約1年半ぶりの勝利を重賞で挙げた。続く高松宮杯は10着に敗れ、秋初戦のスワンステークスは逃げたナルシスノワールをとらえきれず2着に終わるものの、秋のマイル王決定戦マイルチャンピオンシップは圧倒的人気のバンブーメモリーをCBC賞で破っている実績を有しているにもかかわらず10番人気という低評価だったが、レースではスタートで出遅れながらも直線でそれを挽回する末脚を繰り出し、最後はバンブーメモリーを差し切って初のGI優勝を果たした。鞍上の楠孝志、調教師の橋田は共に初のGI優勝だった。スプリンターズステークスではバンブーメモリーとともに単枠指定され、小差の2番人気で迎えた。しかし、当日はパドック周回の段階で落ち着きがなく、ゲートイン直前には放馬、そしてスタートで再び大きく出遅れ、前半3ハロン32秒4というハイペースのレースでバンブーメモリーが当時の日本レコードで快勝した後方で8着に終わった。
引退後は故郷の浦河小林牧場で繁殖牝馬となったが、初年度の相手に選ばれたニッポーテイオーとの種付け準備中に転倒してしまい、頭蓋骨を骨折して死亡した。遺骸は日高郡新ひだか町桜舞馬公園に埋葬されている。

## 競走成績
以下の内容は、netkeiba.comおよびJBISサーチに基づく。
| 年月日     | 競馬場 | 競走名            | 格   | 距離（馬場）  | 頭 数 | 枠 番 | 馬 番 | オッズ（人気） | 着順 | タイム （上り3F/4F） | 着差 | 騎手     | 斤量 （kg） | 勝ち馬/（2着馬）     |
| ---------- | ------ | ----------------- | ---- | ------------- | ----- | ----- | ----- | -------------- | ---- | -------------------- | ---- | -------- | ----------- | -------------------- |
| 1987.11.29 | 中京   | 3歳新馬           |      | ダ1000m（良） | 12    | 8     | 12    | 03.4（2人）    | 2着  | 1:01.6 (38.3)        | -0.4 | 南井克巳 | 53          | スリーリバティー     |
| 0000.12.13 | 中京   | 3歳新馬           |      | 芝1400m（良） | 9     | 7     | 7     | 01.6（1人）    | 1着  | 1:11.1 (36.4)        | -0.3 | 楠孝志   | 53          | （ウメノチャンプ）   |
| 1988.02.20 | 京都   | 4歳400万下        |      | ダ1800m（良） | 9     | 5     | 5     | 13.5（7人）    | 5着  | 1:57.2 (54.1)        | -2.7 | 南井克巳 | 53          | マイネレーベン       |
| 0000.03.05 | 阪神   | 初雛賞            | 400  | 芝1600m（良） | 13    | 2     | 2     | 07.5（3人）    | 2着  | 1:36.9 (48.9)        | -0.2 | 南井克巳 | 55          | アラホウトク         |
| 0000.09.03 | 函館   | 4歳上400万下      |      | 芝1200m（重） | 14    | 5     | 7     | 03.5（1人）    | 2着  | 1:11.2 (36.7)        | -0.0 | 田原成貴 | 53          | コミニュケーション   |
| 0000.09.17 | 函館   | 横津岳特別        | 400  | 芝1800m（良） | 7     | 6     | 6     | 02.6（1人）    | 2着  | 1:50.4 (36.9)        | -0.1 | 田原成貴 | 53          | サンデーホスト       |
| 0000.10.16 | 京都   | 堀川特別          | 400  | 芝1600m（良） | 16    | 7     | 13    | 06.3（5人）    | 3着  | 1:36.4 (49.0)        | -0.2 | 楠孝志   | 53          | ホシブレスト         |
| 0000.11.06 | 京都   | 逢坂山特別        | 400  | 芝1600m（良） | 18    | 5     | 9     | 03.4（1人）    | 1着  | 1:35.8 (47.5)        | -1.1 | 南井克巳 | 53          | （マルイチテイオー） |
| 0000.11.13 | 京都   | エリザベス女王杯  | GI   | 芝2400m（良） | 18    | 8     | 16    | 20.7（7人）    | 9着  | 2:28.6 (50.2)        | -1.4 | 松本達也 | 55          | ミヤマポピー         |
| 0000.12.04 | 阪神   | ゴールデンサドルT | 900  | 芝1600m（良） | 12    | 1     | 1     | 02.2（2人）    | 1着  | 1:34.7 (47.0)        | -0.7 | 柴田政人 | 54          | （センターシュア）   |
| 1989.01.29 | 京都   | 京都牝馬特別      | GIII | 芝1600m（稍） | 11    | 6     | 6     | 03.1（2人）    | 2着  | 1:35.6 (46.9)        | -0.1 | 南井克巳 | 52          | リキアイノーザン     |
| 0000.02.26 | 阪神   | マイラーズC       | GII  | 芝1600m（重） | 11    | 1     | 1     | 07.7（4人）    | 2着  | 1:36.4 (48.1)        | -0.1 | 南井克巳 | 54          | ミスティックスター   |
| 0000.04.23 | 東京   | 京王杯スプリングC | GII  | 芝1400m（稍） | 17    | 4     | 7     | 06.3（3人）    | 3着  | 1:23.3 (47.9)        | -0.2 | 南井克巳 | 54          | リンドホシ           |
| 0000.05.14 | 東京   | 安田記念          | GI   | 芝1600m（稍） | 17    | 1     | 2     | 14.0（8人）    | 6着  | 1:35.3 (49.1)        | -1.0 | 楠孝志   | 55          | バンブーメモリー     |
| 0000.11.05 | 東京   | 根岸S             | GIII | ダ1400m（良） | 14    | 6     | 9     | 15.2（8人）    | 13着 | 1:26.0 (50.7)        | -2.2 | 楠孝志   | 54          | ダイナレター         |
| 0000.11.26 | 京都   | トパーズS         | OP   | 芝2000m（良） | 10    | 4     | 4     | 11.1（5人）    | 2着  | 2:01.0 (46.9)        | -0.2 | 楠孝志   | 55          | マロングラッセ       |
| 0000.12.24 | 阪神   | 阪神牝馬特別      | GIII | 芝2000m（稍） | 16    | 5     | 9     | 07.0（2人）    | 12着 | 2:03.5 (48.8)        | -1.8 | 楠孝志   | 54          | ルイジアナピット     |
| 1990.01.07 | 京都   | 洛陽S             | OP   | 芝1600m（良） | 15    | 7     | 12    | 03.5（1人）    | 2着  | 1:35.2 (47.8)        | -0.5 | 南井克巳 | 54          | スカイジャイアント   |
| 0000.01.28 | 阪神   | 京都牝馬特別      | GIII | 芝1600m（良） | 14    | 4     | 6     | 06.5（3人）    | 4着  | 1:34.5 (46.0)        | -0.2 | 楠孝志   | 55          | リキアイノーザン     |
| 0000.02.17 | 阪神   | ポートアイランドS | 1500 | 芝1600m（稍） | 14    | 6     | 9     | 04.0（2人）    | 3着  | 1:36.0 (48.9)        | -0.4 | 南井克巳 | 55          | ヤグラステラ         |
| 0000.05.05 | 京都   | シルクロードS     | OP   | 芝1200m（不） | 16    | 4     | 8     | 06.2（3人）    | 2着  | 1:11.1 (47.3)        | -0.2 | 南井克巳 | 54          | エーコーシーザー     |
| 0000.06.03 | 阪神   | 阪急杯            | GIII | 芝1400m（良） | 18    | 3     | 6     | 07.2（3人）    | 5着  | 1:22.6 (48.1)        | -0.3 | 須貝尚介 | 53          | センリョウヤクシャ   |
| 0000.06.24 | 中京   | CBC賞             | GII  | 芝1200m（良） | 16    | 6     | 11    | 11.3（6人）    | 1着  | 1:08.3 (34.4)        | -0.1 | 楠孝志   | 55          | （バンブーメモリー） |
| 0000.07.08 | 中京   | 高松宮杯          | GII  | 芝2000m（良） | 14    | 7     | 11    | 24.5（8人）    | 10着 | 2:00.9 (36.8)        | -1.5 | 楠孝志   | 55          | バンブーメモリー     |
| 0000.10.28 | 京都   | スワンS           | GII  | 芝1400m（良） | 16    | 4     | 8     | 13.8（8人）    | 2着  | 1:21.5 (46.2)        | -0.1 | 楠孝志   | 56          | ナルシスノワール     |
| 0000.11.18 | 京都   | マイルCS          | GI   | 芝1600m（良） | 18    | 4     | 7     | 22.7（10人）   | 1着  | 1:33.6 (45.2)        | -0.2 | 楠孝志   | 55          | （バンブーメモリー） |
| 0000.12.16 | 中山   | スプリンターズS   | GI   | 芝1200m（良） | 16    | 5     | 8     | 03.9（2人）    | 8着  | 1:08.6 (33.6)        | -0.8 | 楠孝志   | 55          | バンブーメモリー     |

- 枠番・馬番の太字は単枠指定を示す。内容は日本中央競馬会『中央競馬全重賞競走成績』GI編[7]に基づく。

## 血統表
| パッシングショットの血統      | パッシングショットの血統                                        | パッシングショットの血統                                        | （血統表の出典）                                                | （血統表の出典）    |
| 父系                          | テスコボーイ系                                                  | テスコボーイ系                                                  | テスコボーイ系                                                  | [ § 2 ]             |
| 父 トウショウボーイ 1973 鹿毛 | 父の父*テスコボーイ Tesco Boy 1963 黒鹿毛                       | Princely Gift                                                   | Nasrullah                                                       | Nasrullah           |
| 父 トウショウボーイ 1973 鹿毛 | 父の父*テスコボーイ Tesco Boy 1963 黒鹿毛                       | Princely Gift                                                   | Blue Gem                                                        |                     |
| 父 トウショウボーイ 1973 鹿毛 | 父の父*テスコボーイ Tesco Boy 1963 黒鹿毛                       | Suncourt                                                        | Hyperion                                                        | Hyperion            |
| 父 トウショウボーイ 1973 鹿毛 | 父の父*テスコボーイ Tesco Boy 1963 黒鹿毛                       | Suncourt                                                        | Inquisition                                                     |                     |
| 父 トウショウボーイ 1973 鹿毛 | 父の母*ソシアルバターフライ Social Butterfly 1957 鹿毛          | Your Host                                                       | Alibhai                                                         | Alibhai             |
| 父 トウショウボーイ 1973 鹿毛 | 父の母*ソシアルバターフライ Social Butterfly 1957 鹿毛          | Your Host                                                       | Boudoir                                                         |                     |
| 父 トウショウボーイ 1973 鹿毛 | 父の母*ソシアルバターフライ Social Butterfly 1957 鹿毛          | Wisteria                                                        | Easton                                                          | Easton              |
| 父 トウショウボーイ 1973 鹿毛 | 父の母*ソシアルバターフライ Social Butterfly 1957 鹿毛          | Wisteria                                                        | Blue Cyprus                                                     |                     |
| 母 タカヨシピット 1972 栃栗毛 | 母の父*ネヴァービート Never Beat 1960 栃栗毛                    | Never Say Die                                                   | Nasrullah                                                       | Nasrullah           |
| 母 タカヨシピット 1972 栃栗毛 | 母の父*ネヴァービート Never Beat 1960 栃栗毛                    | Never Say Die                                                   | Singing Grass                                                   |                     |
| 母 タカヨシピット 1972 栃栗毛 | 母の父*ネヴァービート Never Beat 1960 栃栗毛                    | Bride Elect                                                     | Big Game                                                        | Big Game            |
| 母 タカヨシピット 1972 栃栗毛 | 母の父*ネヴァービート Never Beat 1960 栃栗毛                    | Bride Elect                                                     | Netherton Maid                                                  |                     |
| 母 タカヨシピット 1972 栃栗毛 | 母の母ファーストウェイ 1967 鹿毛                                | *ボウプリンス                                                   | Prince Chevalier                                                | Prince Chevalier    |
| 母 タカヨシピット 1972 栃栗毛 | 母の母ファーストウェイ 1967 鹿毛                                | *ボウプリンス                                                   | Isabelle Brand                                                  |                     |
| 母 タカヨシピット 1972 栃栗毛 | 母の母ファーストウェイ 1967 鹿毛                                | スーパーボンド                                                  | *ライジングフレーム                                             | *ライジングフレーム |
| 母 タカヨシピット 1972 栃栗毛 | 母の母ファーストウェイ 1967 鹿毛                                | スーパーボンド                                                  | トミカツラ                                                      |                     |
| 母系(F-No.)                   | シルバーバツトン(GB)系(FN:4-g)                                  | シルバーバツトン(GB)系(FN:4-g)                                  | シルバーバツトン(GB)系(FN:4-g)                                  | [ § 3 ]             |
| 5代内の近親交配               | Nasrullah4×4=12.50% Nearco5×5×5=9.38% Hyperion4×5=9.38%（父内） | Nasrullah4×4=12.50% Nearco5×5×5=9.38% Hyperion4×5=9.38%（父内） | Nasrullah4×4=12.50% Nearco5×5×5=9.38% Hyperion4×5=9.38%（父内） | [ § 4 ]             |
| 出典                          | 1. 2. 3. 4.                                                     | 1. 2. 3. 4.                                                     | 1. 2. 3. 4.                                                     | 1. 2. 3. 4.         |

- 半兄に小倉記念、小倉大賞典優勝のスナークアロー（父・アローエクスプレス）[2][12]、近親に安田記念優勝のハードウェイ[2]。